# مسجد محمد جمال العالم
مسجد محمد جمال العالم يقع المسجد في قلب مدينة كوالا بلايت أحد مدن بروناي.

## البناء
بدأ في بناء مسجد محمد جمال العالم في عام 1961، على موقع أرض مساحتها 5 فدان، وأنجزت البناء في عام 1963، وبلغت تكلفة البناء 500،000.00 دولار.

## الافتتاح
افتتح مسجد محمد جمال العالم رسميا من قبل السلطان السير علي صفي الدين سعد الخيري ودين، وذلك في يوم الجمعة الثامن عشر من شهر جمادى الأولى من عام 1384 هـ، الموافق الخامس والعشرين من شهر سبتمبر من عام 1964.

## التوسعة
نظرا لتزايد السكان والجماعة القاطنة حول المسجد، تم العمل على توسيع المبنى وكان ذلك في عام 1992، واكتمل البناء في العام التالي مع إجمالي إنفاق حوالي 2،600،000.00 دولار، وبلغت قدرة المسجد الاستيعابية لحوالي 2،000 مصلي في وقت واحد، ومن بين التسهيلات المتاحة في المسجد هي وجود قاعة متعددة الأغراض، واستكمال اجراءات الجنائز.